# Nuevo París
Nuevo París és un barri (barrio) que es troba al centre-oest de la ciutat de Montevideo, capital de l'Uruguai. Les seves vies més importants són Santa Lucia i Llupes. Va formar-se a partir de 1869 entorn de diverses fàbriques. Era una urbanització aïllada fins al 1892 quan es va establir Belvedere al sud i va començar a unir-se a la resta de Montevideo.
Des dels seus començaments es va caracteritzar per reunir alguns dels cuirs més importants del món. Entre les plantes industrials van destacar la de Ferrosmalt, la qual va muntar els primers refrigeradors i altres electrodomèstics uruguaians; la Fàbrica d'Esmaltats Sue, amb estris de cuina; i la fàbrica Cemantosa de xapes.
Destaquen al barri l'església San Francisco i el convent de les Hermanas Capuchinas.